# Renée Poetschka
Renée Poetschka (1º maggio 1971) è un'ex velocista australiana.

## Palmarès

### Mondiali
- 1 medaglia:
  - 1 bronzo (Göteborg 1995 nella staffetta 4x400 m)

### Mondiali Under 20
- 1 medaglia:
  - 1 oro (Plovdiv 1990 nella staffetta 4x400 m)